# Jean Weissenbach
Jean Weissenbach (* 13. Februar 1946 in Straßburg, Frankreich) ist ein französischer Genetiker.
Weissenbachs Verdienste liegen unter anderem in der genetischen Analyse der Geschlechtschromosomen, der Kopplungsanalyse, der Schaffung von allgemeinen Genkarten und der Kartierung und Klonierung von verschiedenen Krankheitsgenen. Das von Weissenbach geleitete Genoscope trug maßgeblich zum Humangenomprojekt bei (Chromosom 14).

## Leben
Weissenbach schloss 1969 sein Pharmazie-Studium an der Universität Straßburg ab und erwarb dort 1977 einen Doktor der (Natur-)Wissenschaften (Docteur ès sciences). Als Postdoktorand arbeitete er am Weizmann-Institut für Wissenschaften in Rechovot, Israel. Bis 1989 leitete er im Labor von Pierre Tiollais am Institut Pasteur im Auftrag des Institut national de la santé et de la recherche médicale (Inserm) eine Arbeitsgruppe. Seit 1987 ist er in leitender Funktion für das Centre national de la recherche scientifique (CNRS) tätig. Seit 1990 war Weissenbach Mitglied der Human Genome Organisation (HUGO). 1990 war Weissenbach am Centre d’étude du polymorphisme humain, bevor er die Leitung verschiedener Projekte und Forschungseinheiten übernahm, darunter die Cartographie génétique de l’homme (etwa „Genkartierung des Menschen“) am Généthon, die Génétique moléculaire humaine („Molekulargenetik des Menschen“) und Génome des mammifères („Genom der Säugetiere“) am Institut Pasteur. Seit 1997 leitet Weissenbach das Genoscope (im französischen Biotechnologiepark Génopole in Évry), das dem Commissariat à l’énergie atomique et aux énergies alternatives (CEA) zugeordnet ist.

## Wirken
In seiner Doktorarbeit konnte Weissenbach zeigen, dass zumindest für die tRNA bestimmter Hefen die Wobble-Hypothese nicht uneingeschränkt gilt. Als Postdoktorand hat er das Interferon beta2 identifiziert, das heute als Interleukin-6 bezeichnet wird. Während seiner Zeit im Labor von Pierre Tiollais konnte Weissenbach zeigen, dass dem klinischen Bild des XX-Mannes ein verbliebenes Fragment des Y-Chromosoms im Genom des Betroffenen zu Grunde liegt. Außerdem konnte er erste Genkarten des Y-Chromosoms erstellen, die Position des Hoden-determinierenden Faktors (TDF) bestimmen und nachweisen, dass im Bereich der später pseudoautosomale Regionen genannten Bezirke der Geschlechtschromosomen ein Austausch zwischen X- und Y-Chromosom stattfindet.
Während seiner Zeit am Institut Pasteur hat Weissenbach Genkarten der zweiten Generation erstellt, indem er Abschnitte mit hochfrequenten Polymorphismen analysiert hat. Da sich mit diesen Karten erstmals die defekten Gene zahlreicher monogenetischer Erkrankungen lokalisieren ließen, gehörten Weissenbachs Veröffentlichungen zu den meistzitierten wissenschaftlichen Arbeiten.
Im Rahmen des Humangenomprojekts leitete Weissenbach Frankreichs Beitrag, die DNA-Sequenzierung des Chromosom 14. Weissenbach gab erstmals eine annähernd richtige Schätzung der Zahl der menschlichen Gene an: 30.000 (tatsächlich wohl um die 25.000), während vorher Schätzungen von bis zu 200.000 Genen galten. Nach Abschluss der Humangenomprojektes befassen sich Weissenbach und seine Mitarbeiter mit den genetischen Unterschieden zwischen den Prokaryoten, mit der Komplettierung der bekannten Enzyme, der Rekonstruktion der von diesen Enzymen katalysierten Stoffwechselwege und dem Versuch einen Komplettüberblick über den Stoffwechsel zumindest bakterieller Organismen zu erhalten.

## Auszeichnungen (Auswahl)
- 1992: Prix Mergier-Bourdeix der Académie des sciences
- 1993: korrespondierendes Mitglied (Correspondant) der Académie des sciences[1]
- 1994: Silbermedaille des CNRS (Médaille d’argent du CNRS)
- 1997: Chevalier de la Légion d’Honneur
- 1998: gewähltes Mitglied (Membre) der Académie des sciences[1]
- 2001: Prinz-von-Asturien-Preis für wissenschaftliche und technische Forschung[2]
- 2002: Gairdner Foundation International Award[3]
- 2008: Goldmedaille des CNRS (Médaille d'or du CNRS)[4]
- 2008: Officier de la Légion d’Honneur
- Officier de l’Ordre national du mérite